# .33 Winchester
.33 Winchester Center Fire (розмовно .33 WCF або .33 Win) американський гвинтівковий набій центрального запалення.

## Історія
В 1902 році компанія Winchester представила набій для важільної гвинтівки Модель 1886, випуск тривав до зняття гвинтівки Модель 86 з виробництва в 1936 році. Крім того його використовували в гвинтівці Marlin Модель 1895 та однозарядній гвинтівці Вінчестера Модель 1885.

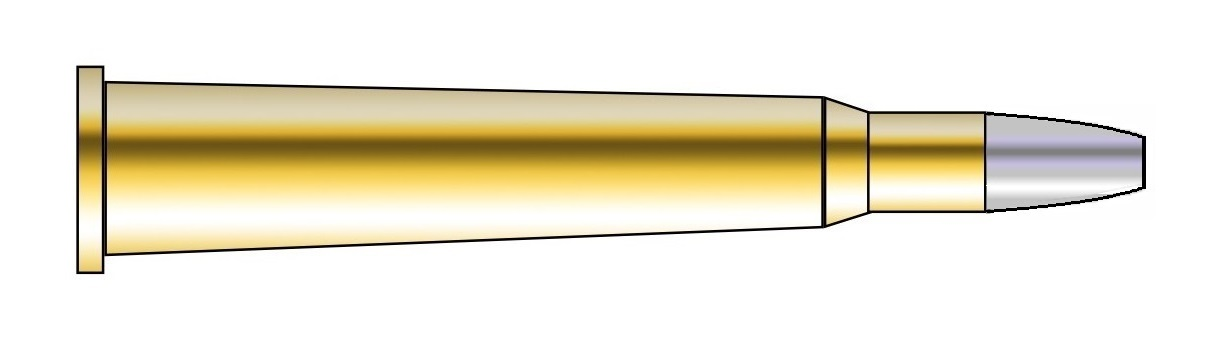
Набій .33 WCF.

## Використання
Набій підходить для полювання на оленів, вапіті або барибалів у лісовій місцевості на середніх відстанях. Його балістика схожа на балістику набою .35 Remington і її можна покращити сучасними порохами. Набій .33 WCF було замінено більш потужним .348 Winchester, а продажі припинилися в 1940 році.

## Параметри

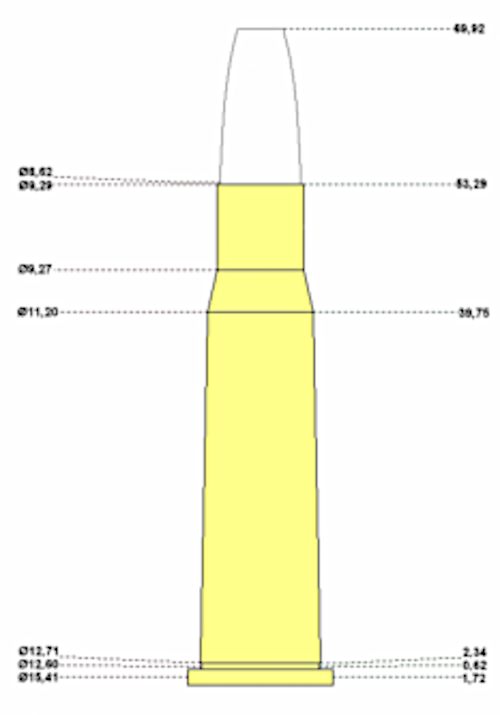